# Гладкий, Яков Лукьянович
Я́ков Лукья́нович Гла́дкий (20 апреля 1900 — 9 февраля 1975) — советский военнослужащий, участник Великой Отечественной войны, полный кавалер ордена Славы (1952), пулемётчик 3-го батальона 416-го стрелкового полка (112-я стрелковая Рыльско-Коростенская Краснознамённая орденов Суворова и Кутузова дивизия, 13-я армия, 1-й Украинский фронт).

## Биография
Родился 20 апреля 1900 года в селе Саломирка (ныне Порик) Хмельникского района Винницкой области в крестьянской семье. Украинец. Получил начальное образование, затем работал в местном колхозе. В 1938—1940 годах проходил службу в Красной Армии. На фронте Великой Отечественной войны с марта 1944 года. Участвовал в боях на 1-м Украинском фронте, а 3 июля был ранен. Во время наступления в районе населенного пункта Зисартувка (10 км к северо-востоку от города Жешув, Польша) уничтожил более 10 гитлеровцев и подавил огонь 2 пулеметов. Приказом по 112-й стрелковой дивизии от 6 августа 1944 года рядовой Яков Лукьянович Гладкий награждён орденом Славы 3-й степени.
20 января следующего года его батальон попал в окружение вблизи населенного пункта Осякув (38 км на юго-восток от города Злочив, Польша). Пулеметным огнем поддерживал оборонявшиеся подразделения и уничтожил более 10-ти вражеских воинов. Приказом по 112-й стрелковой дивизии от 23 января 1945 года Яков Лукьянович Гладкий во второй раз награждён орденом Славы 3-й степени.
27 января, вблизи населенного пункта Ламперсдорф (16 км на юго-восток от города Любень, Польша), он одним из первых преодолел реку Одер и закрепился на противоположном берегу. Отражая атаки противника огнем из пулемета, уничтожил несколько десятков вражеских солдат и офицеров, что дало возможность удержать и расширить занятую позицию. Приказом по войскам 13-й армии от 1 февраля 1945 года младший сержант Гладкий Яков Лукьянович награждён орденом Славы 2-й степени.
После демобилизации вернулся в родное село, работал в колхозе.
Приказом Президиума Верховного совета СССР от 27 февраля 1952 года осуществлено перенаграждение орденом Славы 1-й степени (по приказу от 23 января 1945 года) вместо ордена Славы 3-й степени.

## Награды
- Полный кавалер ордена Славы:
  - Орден Славы I степени (27 февраля 1952, орден № 3620)
  - Орден Славы II степени (1 февраля 1945, орден № 38318)[1]
  - Орден Славы III степени (6 августа 1944, орден № 637059)[2]
  - Орден Славы III степени (23 января 1945)[3]
- Медаль «За боевые заслуги» (1.6.1944)[4]